# Privigye
Privigye (szlovákul Prievidza, németül Priwitz) város Szlovákiában. A Trencséni kerület Privigyei járásának székhelye. Kishatár, Kopanice, Nagyhatár, Nyitranecpál, Štvrte és Váracska tartozik hozzá.

## Fekvése
A Felső-Nyitra völgyében fekszik.

## Nevének eredete
Először 1113-ban említi a Zoborhegyi apátság oklevele Preugian néven. Nevét a szlávok Pribina morva fejedelem nevéből eredeztetik, aki itt templomot építtetett volna.

## Története
A város területe ősidők óta lakott. A Mariánsky-dombon a neandervölgyi ember 40 000 éves mezolitikumi leleteit tárták fel. A települést már a 6. században szlávok lakták, 9-12. századi temetőket tártak fel itt. A hagyomány szerint Pribina morva fejedelem építtette első templomát.
Első említése a Zoborhegyi apátság oklevelében található 1113-ban „Preuge” alakban. 1276-ban IV. László király adománylevelében egykori várát „castrum Preuge” néven említik. A vár 1276 és 1321 között ispánsági székhely. 1289-ben Miklós zólyomi ispán elfoglalta a Hontpázmány nembeli Pétertől. 1308-ban Csák Máté birtokolta, majd 1321-től királyi vár. 1341 után már nem említik, valószínűleg lerombolták.
A várost német telepesek alapították a 14. században. Kiváltságait 1382-ben Mária királynőtől kapta, ekkor már gazdag aranybányászata volt, később posztóipara és faipara fejlődött ki. 1390 és 1396 között a városba karmelita szerzetesek jöttek, akik monostort építettek itt. Ezt a templomot később barokk stílusban átalakították. A 14. századtól Privigye mezőgazdasági jellegű település fejlődő kézművesiparral. 1409-ben Zsigmond királytól újabb kiváltságokat, 1415-ben vásártartási jogot kapott. 1540-ben itt is tért hódít a reformáció. 1545-ben már evangélikus iskola működik. Első céhét még 1569-ben a posztógyártók alapították, rajtuk kívül a következő évtizedekben még 10 mesterség alapított céhet a városban. 1599-ben török portyázók dúlják fel vidékét. A 17. században gyorsan fejlődött a kézművesség, egymás után alakultak céhei. 1621-ben Bethlen Gábor fejedelem hadai vonultak be a városba. 1636-ban kihalt a birtokos Turzó család, az új birtokosok a Pálfyak lettek. 1653-ban Pálfy Pál özvegye jezsuita és piarista szerzeteseket telepített a városba, megkezdődött az ellenreformáció. A piaristák 1666-ban könyvtárat alapítottak, 1674-ben rendházat építettek. 1678-ban Thököly Imre hadai perzselték fel a várost, csak piarista rendháza maradt épségben. 1681-ben és 1683-ban a törökök támadták meg a várost. A 17. század végén Privigyén kiterjedt szőlő- és gyümölcstermesztés folyt. Két malom, sörfőzde, fűrésztelep, vám- és postaállomás működött. 1709 és 1711 között súlyos pestisjárvány pusztított. A piaristák 1720-ban templomot építenek. 1753-ban 394 adózó háztartás volt a településen. 1765 és 1770 között a bajmóci uradalom részeként a város elveszítette korábbi kiváltságainak nagy részét. 1771-ben lakó fellázadtak a növekvő terhek ellen.
A 18. század végén Vályi András így ír róla: „PRIVIGYE. Prividia, Privicza. Tót Mezőváros Nyitra Vármegyében, földes Ura Gróf Pálfy Uraság, lakosai katolikusok, fekszik Bajmótzhoz fél mértföldnyire; a’ Piáristáknak Oskolája nevezetesíti. Lakosai mesteremberek, posztószövők, ’s másfélék, földgye jó termékenységű, piatza helyben, országos vásárjai jók, káposztája, gyümöltse, komlója elég terem, fája van mind a’ kétféle, legelője elég, réttyei jók, malma helyben, első osztálybéli.”
1823-ban a város már évi 8 országos vásárt tarthatott. 1824-ben nagy tűzvész sújtotta a város északi részét, 185 ház és 90 gazdasági épület leégett. 1825-ben egy újabb tűzben 205 ház és 36 pajtaépület égett le. 1828-ban 350 házában 2469 lakos élt. 1832-ben újabb 98 ház és 25 pajta vált a tűz martalékává. 1848 áprilisában a szlovák nemzeti jogokat követelve 250 lakos állt a Szlovák Nemzeti Gárdába Anton Duriak jegyző vezetésével.
Fényes Elek 1851-ben kiadott geográfiai szótárában így ír a városról: „Privigye, (Privicz, Previcza), népes és vagyonos tót m. v., Nyitra vármegyében, Bajmóczhoz 1/2 órányira: 2469 kath. lakossal, s kath. paroch. templommal. Lakosai közt sok a posztós és varga; Erdeje nagy, gyümölcse sok; legelője a hegyekben jó; vízimalmai is vannak a Nyitra vizén. Van itt egy piarista zárda, egy kath. gymnasiummal együtt: s egy nemzeti főiskola. Hires gabonavásárok. F. u. gr. Pálffy Ferencz. Postahivatal helyben, miután ez Bajmócztól áttétetett.”
Borovszky Samu monográfiasorozatának Nyitra vármegyét tárgyaló része szerint: „Privigye mezőváros, nagyközség. A Nyitravölgy felső részének legfontosabb községe. A Nyitra baloldalán, a folyótól 3 kmre fekszik, a »Bánszka« és »Szűz Mária« nevü hegyek alatt. A Handlovka-patak mellette folyik el. Lakosainak száma 2988, kik közül 301 magyar, 305 német, 2376 tót. Vallásra nézve a legnagyobb részük r. kath., de van 316 izraelita is. Van postája, távirója és vasúti állomása, mely a tótmegyer-nagybélicz-privigyei vasútnak végállomása. Privigye egyike a legrégibb városoknak, mely már a honfoglalás korában fennállott. 1113-ban »Prenga« név alatt, mint várbirtok szerepelt. Régi kiváltságairól szóló oklevelei elpusztultak, mert Thököly Imre 1678-ban a várost teljesen felperzseltette, úgy, hogy az egész városból csupán a piaristák rendháza maradt meg. Ugyanakkor pusztult el a levéltár is. A város templomai és különösen főterének és főutczáinak kiugró, zárt erkélyekkel és itt-ott kettős födélszékü tetővel ellátott emeletes házai, a régiség érdekes jelenségei. Három temploma és egy izraelita imaháza van. Ezek közt a legrégibb a Szűz-Mária-templom, mely fallal van körülvéve. Kőfala lőrésekkel van ellátva és hajdan erődített hely volt. Az 1755-ik évi Canonica visitatio e templomot már akkor 700 évesnél idősebbnek jelzi. Kegyura a város. A plébánia-templom szintén igen régi, sok csúcsíves részlettel, de az idők folyamán eszközölt átalakitások kiforgatták eredeti alakjából. Kegyura gróf Pálffy János. A templom birtokában egy Mátyás korabeli, vert aranyból készült gótikus szentségtartó van, amelyet állítólag Mátyás király ajándékozott a templomnak. A harmadik templom a piaristáké. Ez 1640-től 1660-ig épült, a tágas rendházzal együtt, mely a középiskolát is magába foglalja. Ez a gimnázium egyike az ország legelső piarista-gimnáziumainak. Erről különben a közoktatásügyi részben szólunk bővebben. Van itt a F. E. M. K.-ének ovodája is. Az izraeliták csinos zsinagógája 1868-ban épült. A lakosok egy része földmiveléssel és gyümölcs-termeléssel foglalkozik, nagyobb része azonban iparos és különösen szűrposztó és katonai takarók készitésével és szűrposztófonal-verésével keresi kenyerét. Van itt egy gyár is, mely a szűr posztószövéshez szükséges fonalat gyárilag állítja elő, továbbá posztósok egyesülete, takarékpénztár, kaszinó, kath. kör, önk. tűzoltóegylet és »Alumneum«. A város mellett levő kálvária-hegyről igen szép kilátás nyílik az egész vidékre, különösen a bajmóczi hegyekre és várra.”
A trianoni diktátumig Nyitra vármegye Privigyei járásának székhelye volt.
1960-ban csatolták hozzá a környező Kishatár, Nagyhatár, Nyitranecpál és Váracska településeket.

## Népessége
| Év:            | 1994.  | 2004.   | 2014.   | 2024.    |
| -------------- | ------ | ------- | ------- | -------- |
| Emberek száma: | 54 427 | 51 596  | 47 574  | 42 429   |
| Eltérés:       |        | -5,20 % | -7,79 % | -10,81 % |

| Év:            | 2023.  | 2024.   |
| -------------- | ------ | ------- |
| Emberek száma: | 42 980 | 42 429  |
| Eltérés:       |        | -1,28 % |

1880-ban 2858-an lakták, ebből 204 magyar és 2235 szlovák anyanyelvű.
1890-ben 2988 lakosából 301 magyar és 2376 szlovák anyanyelvű volt.
1900-ban 3152-en lakták, ebből 469 magyar és 2454 szlovák anyanyelvű.
1910-ben 3349-en lakták: 607 magyar, 205 német és 2516 szlovák anyanyelvű.
1921-ben 3726 lakosából 119 magyar és 3240 csehszlovák volt.
1930-ban 4369 lakosából 28 magyar és 4104 csehszlovák volt.
1970-ben 27559-en lakták, ebből 310 magyar és 26623 szlovák.
1980-ban 40813 lakosából 354 magyar és 39604 szlovák volt.
1991-ben 53424-en lakták: 378 magyar és 51940 szlovák.
2001-ben 53097-en lakták: 255 magyar és 51319 szlovák.
2011-ben 48 978 lakosából 42 941 szlovák, 313 cseh, 152 magyar, valamint 72-72 német és cigány volt.
2021-ben 45017-en lakták, ebből 40452 szlovák, 135 magyar, 40 cigány, 10 ruszin, 589 egyéb és 3791 ismeretlen nemzetiségű.

## Néprajza
Népviseletét fényképen többek között Jankó János néprajzkutató is megörökítette.

## Híres emberek
- Itt született 1740-ben Bulla Ede piarista rendi szerzetes, tanár.
- Itt született 1755-ben Szolcsányi Ernő kegyes tanítórendi áldozópap és tanár.
- Itt született 1861. június 14-én Jásznigi Sándor műfordító, hírlapíró.
- Itt született 1873-ban Jancsovics Ferenc filozófus, pedagógiai szakíró, tanfelügyelő.
- Itt született 1912. október 23-án Cornel Wilde színész, filmrendező.
- Itt született 1929. július 29-én Mikes György humorista.
- Itt született 1930. július 4-én Štefan Uher filmrendező.
- Itt hunyt el 1749-ben Classens Ágoston piarista rendi tanár.
- Itt hunyt el 1752-ben Halápy Konstantin piarista tanár, latin költő.
- Itt hunyt el 1780-ban Ledai Lénárt kegyes tanítórendi áldozópap és tanár.
- Itt szolgált Tarnóczi Márton (1620-1685) evangélikus püspök.

## Nevezetességei

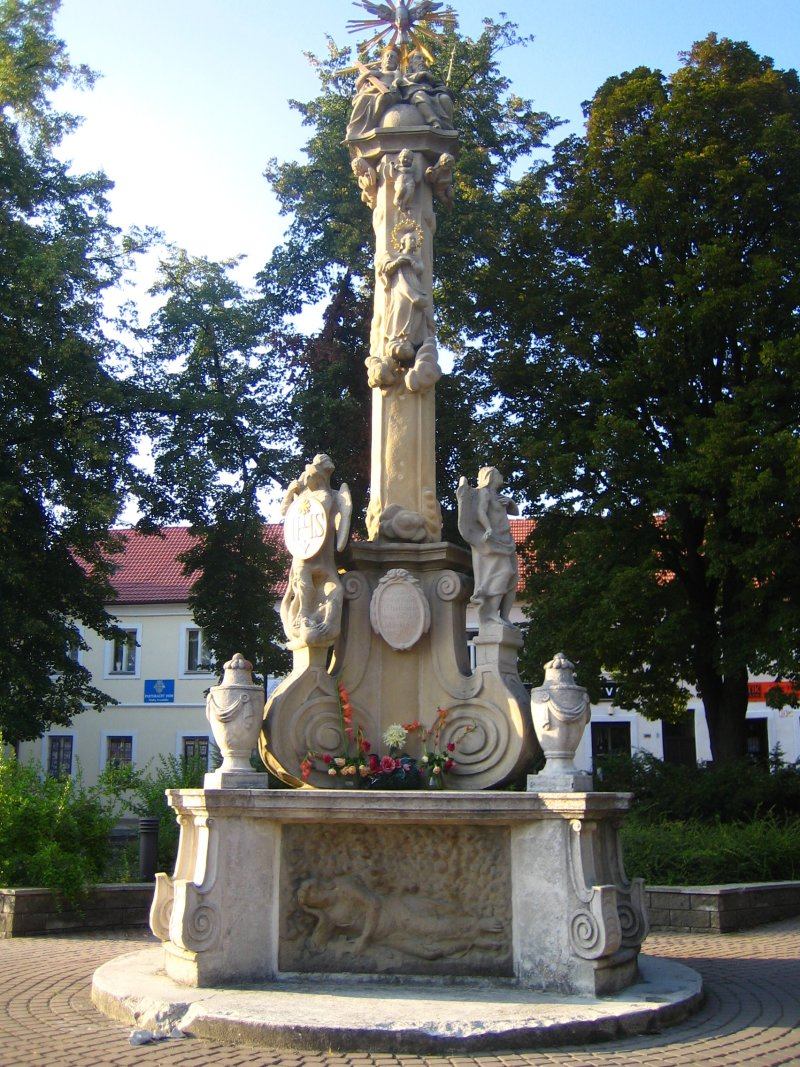
A Szentháromság-szobor

- A város északkeleti szélén lévő dombon fekvő temetőben áll a 13. századi Nagyboldogasszony tiszteletére szentelt, eredetileg késő román római katolikus templom, melyet egykor a 15. században alapított kolostor és tornyokkal erődített védőfal vett körül. Kegyszobra hársfából készült, 11. századi késő gótikus. Búcsújáróhely.
- A Szent Bertalan plébániatemplom eredetileg 14. századi gótikus épület, melyet a 17. században megújítottak és bővítettek. A 19. és 20. században többször restaurálták.
- A piaristák temploma 1740 és 1752 között, kolostora 1666 és 1676 között épült. Ma itt működik a piarista alapiskola és gimnázium, valamint egyházi kollégium van benne.
- Nepomuki Szent János szobra 18. századi barokk stílusú.
- Szent Flórián szobra 1793-ban készült.
- A plébániatemplom közelében álló Mária-oszlop 1693-ban készült barokk stílusban.
- A Szabadság-téren álló Szentháromság-oszlop 1739-ben készült.
- A szlovák nemzeti felkelés emlékművét az 1950-es években avatták fel.
- A város lakóházai között számos műemlék épület található.

## Külső hivatkozások
- Privigye város hivatalos honlapja
- E-obce.sk Archiválva 2008. február 19-i dátummal a Wayback Machine-ben
- Községinfó
- Privigye Szlovákia térképén

## Lásd még
- Kishatár
- Nagyhatár
- Nyitranecpál
- Váracska